# Glympis phoenicimon
Glympis phoenicimon är en fjärilsart som beskrevs av Dyar 1913. Glympis phoenicimon ingår i släktet Glympis och familjen nattflyn. Inga underarter finns listade i Catalogue of Life.